# Римські рахівниці

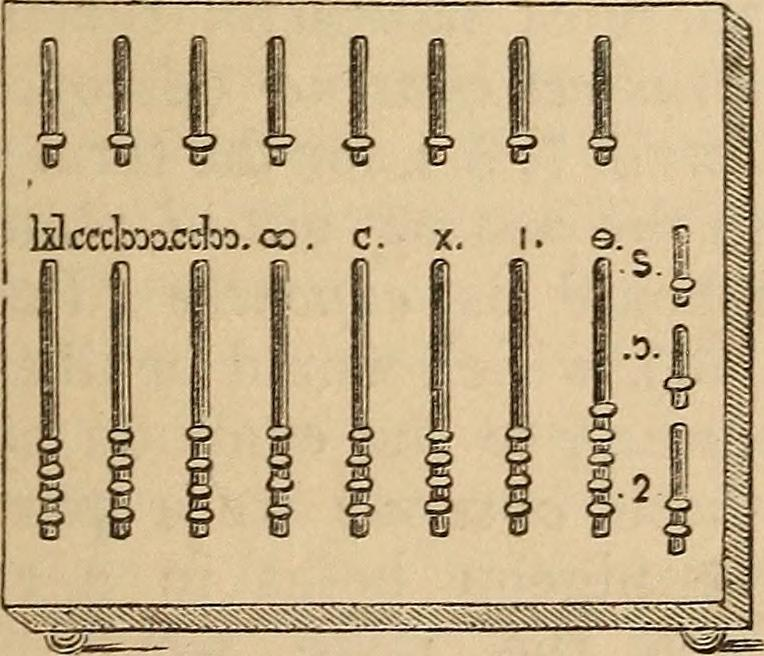
Реконструкція римських рахунків Вельсером (близько 1600 р.)

Стародавні римляни розробили римські ручні рахівниці, портативні, але менш здібні, базові 10 версії попередніх рахунків, подібних до тих, що використовувалися греками та вавилонянами. Це був перший портативний обчислювальний пристрій для інженерів, купців і, ймовірно, збирачів податків. Це значно скоротило час, необхідний для виконання основних арифметичних операцій за допомогою римських цифр.
Як говорить Карл Меннінгер на сторінці 315 своєї книги: «Для більш обширних і складніших розрахунків, наприклад тих, що брали участь у римських землях, існувала, крім ручних рахунків, справжня рахункова дошка з неприкріпленими лічильниками або камінчиками. Етруски камея та грецькі попередники, такі як Саламінська табличка та ваза Дарія, дають нам гарне уявлення про те, як вона мала бути, хоча фактичних зразків справжньої римської лічильної дошки не збереглося. Але мова, найбільше надійний і консервативний охоронець минулої культури знову прийшов нам на допомогу. Перш за все, він зберіг факт неприкріплених прилавків настільки вірно, що ми можемо розпізнати це ясніше, ніж якби ми мали справжню лічильну дошку. Що греки називали psephoi, римляни називали calculi. Латинське слово calx означає «галька» або «гравійний камінь»; таким чином, calculi — це маленькі камінці (використовуються як лічильники)».
І римські рахівниці, і китайські суаньпан використовувалися з давніх часів. Систематична конфігурація римських рахунків з однією намистинкою вище і чотирма під планкою збігається з сучасним японським соробаном, хоча історично соробан походить від суанпан.

## Макет
Пізньоримські ручні рахівниці, показані тут як реконструкція, містять сім довших і сім коротших намистинок, які використовуються для підрахунку цілих чисел, перша має до чотирьох намистин у кожній, а друга — лише одну. Крайні дві намистинки були для дробового підрахунку. Абакус виготовляли з металевої пластини, де намистини йшли в прорізи. Розмір був такий, що помістився в сучасній кишені сорочки.
```
| |  | |  | |  | |  | |  | |  | |  | |
| |  | |  | |  | |  | |  | |  | |  | |
|O|  |O|  |O|  |O|  |O|  |O|  |O|  |O|

|X| CCC|ƆƆƆ CC|ƆƆ  C|Ɔ   C   X   I   Ө   | |
---  ---  ---  ---  ---  ---  ---  --- S |O|
| |  | |  | |  | |  | |  | |  | |  | |
| |  | |  | |  | |  | |  | |  | |  | |  | |
|O|  |O|  |O|  |O|  |O|  |O|  |O|  |O| Ɔ |O|
|O|  |O|  |O|  |O|  |O|  |O|  |O|  |O|  
|O|  |O|  |O|  |O|  |O|  |O|  |O|  |O|  | |
|O|  |O|  |O|  |O|  |O|  |O|  |O|  |O| 2 |O|
                         |O|  |O|

```

Розрахунки виконуються за допомогою кульок, які, ймовірно, ковзали вгору і вниз по канавках, щоб вказати значення кожного стовпця.
Верхні прорізи містили одну намистину, а нижні — чотири бісеринки, винятком є лише два крайніх стовпчика, стовпець 2, позначений Ө, і стовпець 1 із трьома символами внизу від одного прорізу або поруч із трьома окремими прорізами з Ɛ, 3 або S або символ на кшталт знака £, але без горизонтальної смуги біля верхнього слота, зворотного C поруч із середнім прорізом і символу 2 біля нижнього слота, залежно від прикладу рахунків і джерела, яким може бути Фрідлейн, Меннінгер або Іфра. Ці два останні слоти призначені для математики зі змішаною базою, унікальної розробки для римських ручних рахунків, описаної в наступних розділах.

## Символи та використання
Перший стовпець був упорядкований або як один слот з трьома різними символами, або як три окремі прорізи з однією, однією та двома кульками або фішками відповідно та окремим символом для кожного слота. Найімовірніше, що крайній правий слот або прорізи використовувалися для перерахування часток унції, і це були, зверху вниз, 1/2 с, 1/4 с і 1/12 с унції. Верхній символ у цьому слоті (або верхній слот, де крайній правий стовпець є трьома окремими слотами) є символом, найбільш схожим на символ, який використовується для позначення semuncia або 1/24. Назва semuncia позначає 1/2 унції або 1/24 базової одиниці, As. Аналогічно, наступний символ використовується для позначення сицилікусу або 1/48 As, що становить 1/4 унції. Ці два символи можна знайти в таблиці римських дробів на сторінці 75 книги Грема Флегга. Нарешті, останній або нижній символ є найбільш подібним, але не ідентичним символу в таблиці Флегга для позначення 1/144 As, dimidio sextula, що те саме, що 1/12 uncia.
Однак це ще сильніше підтверджується Готфрідом Фрідлайном у таблиці в кінці книги, яка підсумовує використання дуже великого набору альтернативних форматів для різних значень, включаючи дроби. У записі цієї таблиці під номером 14, посилаючись на (Zu) 48, він перераховує різні символи для semuncia (1/24), sicilicus (1/48), sextula (1/72), dimidia sextula (1). /144) і Писання (1/288). Першорядне значення він особливо відзначає формати semuncia, sicilicus і sextula, які використовуються на римських бронзових рахунках, «auf dem chernan abacus». Семунсія — це символ, що нагадує прописну «S», але він також включає символ, що нагадує цифру три з горизонтальною лінією вгорі, вся повернута на 180 градусів. Саме ці два символи зустрічаються на зразках рахівниць у різних музеях. Символом сицилікусу є те, що знаходиться на рахунках і нагадує велику праву одинарну лапку, що охоплює всю висоту рядка.
Найважливішим символом є символ секстули, який дуже нагадує скорописну цифру 2. Тепер, як стверджує Фрідлейн, цей символ вказує на значення 1/72 As. Однак, як він конкретно зазначив у передостанньому реченні розділу 32 на сторінці 23, дві намистини в нижній щілині мають значення 1/72. Це дозволить цьому слоту представляти лише 1/72 (тобто 1/6 × 1/12 з однією бісериною) або 1/36 (тобто 2/6 × 1/12 = 1/3 × 1/12 з двома кульками) uncia відповідно. Це суперечить усім існуючим документам, які стверджують, що цей нижній слот використовувався для підрахунку третин унчі (тобто 1/3 і 2/3 × 1/12 As.
Це призводить до двох протилежних інтерпретацій цього слота, інтерпретації Фрідлайна та багатьох інших експертів, таких як Іфра  та Меннінгер  які пропонують використання однієї та двох третин.
Однак є третя можливість.
Якщо цей символ відноситься до загальної вартості слоту (тобто 1/72 as), то кожен з двох лічильників може мати значення лише половини цього або 1/144 as або 1/12 uncia. Це свідчить про те, що ці два лічильники насправді рахували дванадцяті частки унції, а не третини унції. Аналогічно, для верхньої та верхньої середини символи для semuncia та sicilicus також можуть вказувати на значення самого прорізу, а оскільки в кожній є лише одна намистина, це також буде значенням намистини. Це дозволить символам для всіх трьох слотів представляти значення слота без будь-яких протиріч.